# 岡山リベッツ
岡山リベッツ（おかやまリベッツ、英: Okayama Rivets）は、日本の卓球チーム。本拠地は岡山県。Tリーグ所属。

## 概要
2018年5月にTリーグに参入することを発表した。岡山県の特産であるジーンズのリベットから名前をとり、リベットのような岡山と卓球が懸け橋になるように思いが込められた。

## 歴史
- 2018年5月、Tリーグに参戦することを発表した。
- 2019年3月17日 - プレーオフ ファイナルで木下マイスター東京と対戦し、1-3で敗れた。

## 成績
| シーズン | 試合数 | 勝利数 | 敗戦数 | 獲得 マッチ | 喪失 マッチ | 得失 マッチ | 勝ち点 | シーズン順位 | プレーオフ |
| 2018-19  | 21     | 12     | 9      | 51          | 42          | 9           | 42     | 2位          | 準優勝     |
| 2019-20  | 21     | 6      | 15     | 35          | 58          | -23         | 21     | 4位          |            |
| 2020-21  | 21     | 9      | 12     | 41          | 52          | -11         | 23     | 3位          |            |
| 2021-22  | 21     | 8      | 13     | 40          | 51          | -11         | 28     | 4位          |            |

## 選手とスタッフ

### 選手
| 背番号           | 国                 | 選手名    | ランク | 戦型                 | 備考 |
| #4               | 大韓民国の旗       | イ サンス | ☆      | 右シェークドライブ型 |      |
| #9               | 中華人民共和国の旗 | 郝帥      | ☆      | 左シェークドライブ型 |      |
| #11              | 日本の旗           | 田添響    | ☆      | 右シェークドライブ型 |      |
| #17              | 日本の旗           | 吉山和希  | ☆      | 左シェークドライブ型 |      |
| #18              | 日本の旗           | 谷垣佑真  | ☆2     | 右シェークドライブ型 |      |
| #23              | 日本の旗           | 吉山僚一  | ☆2     | 右シェークドライブ型 |      |
| #28              | 日本の旗           | 丹羽孝希  | ☆4     | 左シェークドライブ型 |      |
| #55              | 日本の旗           | 及川瑞基  | ☆3     | 右シェークドライブ型 |      |
| 2024-25 シーズン |                    |           |        |                      |      |

### スタッフ
| 役職             | 氏名     | 備考 |
| 監督             | 白神宏佑 |      |
| コーチ           | 柏友貴   |      |
| 2024-25 シーズン |          |      |

### 歴代選手
- 林鐘勳 ( 韓国) ：2018年 - 2019年
- 横山友一：2018年 - 2019年
- 林昀儒 ( チャイニーズタイペイ) ：2018年 - 2020年
- 有田洋巳：2018年 - 2020年（選手として）
- 吉村和弘：2018年 - 2020年, 2021年 - 2022年
- 上田仁：2018年 - 2021年
- 吉田雅己：2018年 - 2021年
- 三部航平：2018年 - 2022年
- 森薗政崇：2018年 - 2022年
- 柏竹琉：2018年 - 2023年
- チョ デソン ( 韓国) ：2019年 - 2020年
- ワン・ヤン ( スロバキア)：2019年 - 2020年
- サシヤン・グナナセカラン（ インド）：2020 - 2021年
- 田中佑汰：2020年 - 2021年
- 町飛鳥：2020年 - 2022年
- 龍崎東寅：2021年 - 2022年
- 大矢英俊：2021年 - 2022年
- リ イジェ ( 中国)：2022年 - 2023年
- 高見真己：2022年 - 2023年
- ヤン アン ( 中国) ：2022年 - 2024年